# Hoàng Hiến Trung
Hoàng Hiến Trung (tiếng Trung: 黄献中; sinh tháng 12 năm 1945) là Thượng tướng đã nghỉ hưu của Quân Giải phóng Nhân dân Trung Quốc (PLA), nguyên Chính ủy Quân khu Thẩm Dương, Chính ủy trường Đại học Công nghệ Quốc phòng Trung Quốc.

## Thân thế và binh nghiệp
Hoàng Hiến Trung sinh tháng 12 năm 1945, người huyện Thiện, tỉnh Sơn Đông. Năm 1964, Hoàng Hiến Trung tốt nghiệp khoa kỹ thuật tên lửa của Học viện Kỹ thuật Quân sự Quân Giải phóng Nhân dân Trung Quốc ở Cáp Nhĩ Tân.
Từ năm 1995 đến tháng 7 năm 1996, Hoàng Hiến Trung là Chính ủy Sư đoàn Bộ binh 47, Tập đoàn quân 16 Lục quân. Tháng 7 năm 1996, bổ nhiệm giữ chức Phó Chính ủy Tập đoàn quân 64 Lục quân, Ủy viên Thường vụ Đảng ủy Tập đoàn quân.
Tháng 6 năm 1998, nhậm chức Phó Chính ủy Quân khu tỉnh Liêu Ninh, trực thuộc Quân khu Thẩm Dương, Ủy viên Thường vụ Đảng ủy Quân khu tỉnh.
Tháng 8 năm 2000, Hoàng Hiến Trung được bổ nhiệm làm Chủ nhiệm Cục Chính trị trường Đại học Công nghệ Quốc phòng Trung Quốc, Ủy viên Thường vụ Đảng ủy Đại học Công nghệ Quốc phòng. Tháng 11 năm 2002, tại Đại hội Đảng Cộng sản Trung Quốc lần thứ 16, Hoàng Hiến Trung được bầu làm Ủy viên Ủy ban Kiểm tra Kỷ luật Trung ương Đảng Cộng sản Trung Quốc.
Tháng 1 năm 2003, Hoàng Hiến Trung được bổ nhiệm làm Chính ủy trường Đại học Công nghệ Quốc phòng Trung Quốc, Bí thư Đảng ủy Đại học Công nghệ Quốc phòng. Tháng 7 năm 2004, Hoàng Hiến Trung được phong quân hàm Trung tướng.
Tháng 12 năm 2005, Hoàng Hiến Trung được bổ nhiệm làm Chính ủy Quân khu Thẩm Dương, Bí thư Đảng ủy Quân khu. Tháng 10 năm 2007, tại Đại hội Đảng Cộng sản Trung Quốc lần thứ 17, Hoàng Hiến Trung được bầu làm Ủy viên Ban Chấp hành Trung ương Đảng. Ngày 15 tháng 7 năm 2008, Hoàng Hiến Trung thụ phong quân hàm Thượng tướng.
Ngày 21 tháng 12 năm 2010, Hoàng Hiến Trung được miễn nhiệm chức vụ Chính ủy Quân khu Thẩm Dương ở tuổi 65, nghỉ công tác trong quân đội, thay thế ông là Chử Ích Dân.
Hoàng Hiến Trung là Ủy viên Ủy ban Thường vụ Nhân đại toàn quốc; Đại biểu Nhân đại toàn quốc Trung Quốc, Phó Chủ nhiệm Ủy ban Bảo vệ môi trường và tài nguyên, Đại hội Đại biểu nhân dân toàn quốc (Quốc hội) khóa XI, nhiệm kỳ 2008—2013.